# Optomechatronik

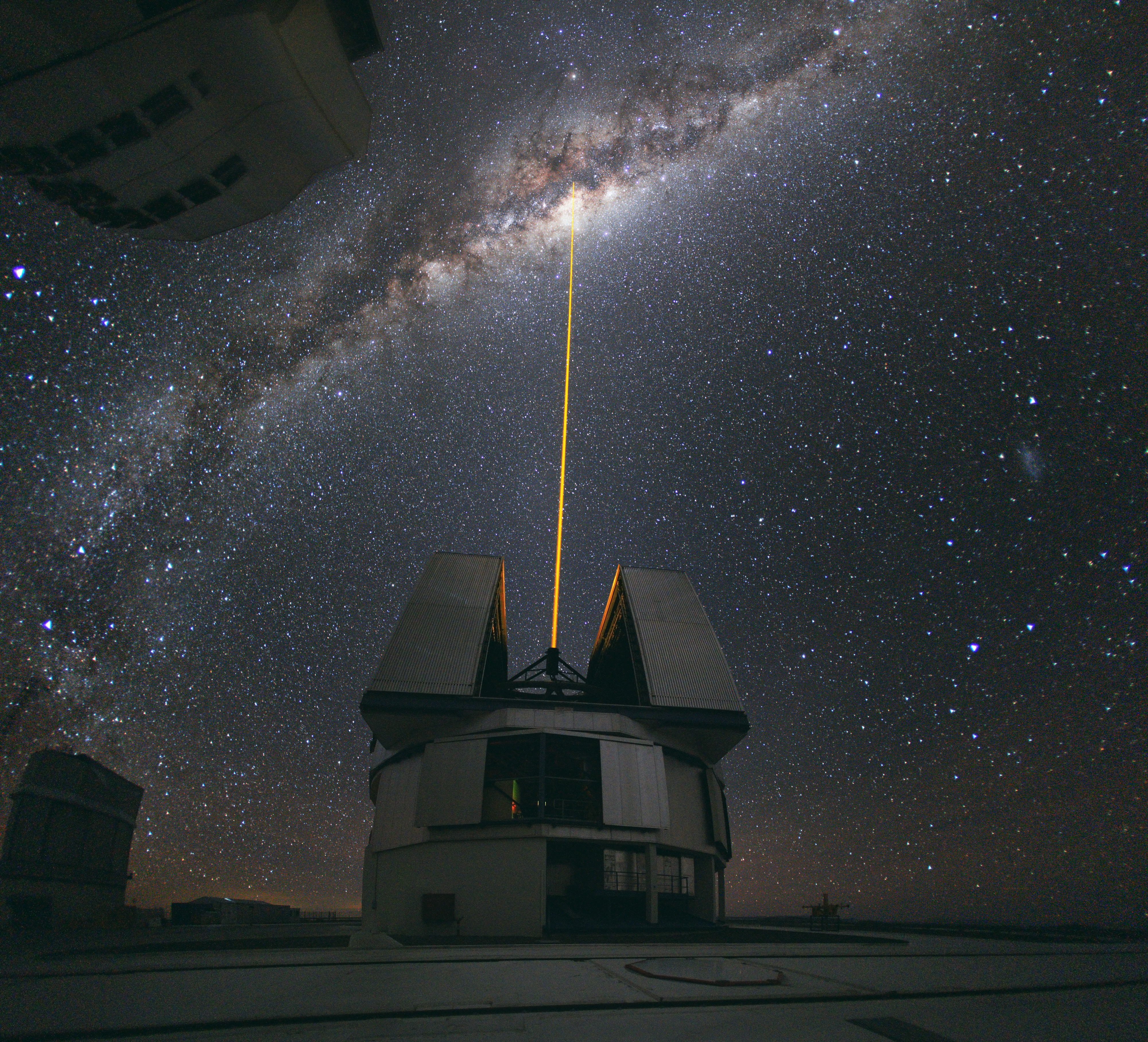
Durch einen mit einem Laser erzeugten künstlichen Leitstern geregeltes Spiegelteleskops am Paranal-Observatorium der Europäischen Südsternwarte (ESO)

Der Begriff Optomechatronik (Kunstwort aus Optik, Mechanik und Elektronik) wird bei Produkten und Verfahren verwendet, bei denen optische, feinmechanische und elektronische Komponenten gemeinsam eingesetzt werden.
Komponenten aus der Optomechanik werden in der Optomechatronik durch elektronische oder elektromechanische Bauteile ergänzt, insbesondere um mit Sensoren und Aktoren Steuerungen oder Regelungen zu realisieren. Die Optomechanik überlagert sich hierbei mit den Teildisziplinen der Mechatronik und der Optoelektronik. Weitere Überschneidungen gibt es mit den Teilgebieten der Elektrooptik, der Akustooptik und der Faseroptik.
Bei optomechatronischen Systemen handelt es sich um mechatronische Systeme, die mit ihren optischen Komponenten vor allem in der elektronischen Automatisierungstechnik eingesetzt werden. Sie können für die optische Sensorik Photodetektoren verwenden, wie zum Beispiel einzelne Photodioden oder Bildsensoren. In der optischen Aktorik werden beispielsweise einzelne künstliche Lichtquellen oder Bildschirme mit einer Matrixanzeige zum Einsatz gebracht.
Die optischen Komponenten werden häufig durch nicht-optische Sensoren oder Aktoren ergänzt. Werden die Stellgrößen der Aktoren auf die Sensoren zurück gekoppelt, entsteht ein Regelkreis. Mithilfe von informationstechnischer Signal- und Datenverarbeitung können anhand der physikalischen Regelgrößen der Sensoren die gewünschten Führungsgrößen für die Aktoren ermittelt werden. Unter Einbeziehung von Software sowie Schnittstellen zu anderen Systemen können mithilfe der Optomechatronik kognitive Systeme implementiert werden.

## Beispiele
- Bei Bildstabilisatoren können Beschleunigungssensoren und elektromechanische Stellglieder eingesetzt werden, um geeignete optische Elemente innerhalb von abbildenden Systemen, wie zum Beispiel Objektiven, so zu steuern, dass die Abbildung auf einem Bildsensor oder einem fotografischen Film nicht verwackelt, obwohl sich das gesamte System bewegt.
- Inkrementalgeber mit Lichtschranken und geschlitzten Schienen oder Drehscheiben.
- Optische Computermäuse oder Lasermäuse.
- Mikrospiegelaktoren mit kleinen beweglichen Spiegeln zur Lichtablenkung und Bilderzeugung in Projektoren. Für die farbige Wiedergabe werden beim Digital Light Processing schnell rotierende und synchronisierte Farbräder in den Strahlengang gebracht.
- Spiegelteleskope mit adaptiver Optik und Hartmann-Shack-Sensoren.
- Motorisches Zoomobjektiv mit elektromechanischer Brennweitenverstellung.
- Drohnen und Gimbals mit Kameras für fotografische oder photogrammetrische Aufnahmen.
- Aktive Telekompressoren mit automatischer Übertragung von Betriebszuständen zwischen Objektiven und Kameragehäusen in digitalen Kamerasystemen.
- Endoskope für die medizinische Diagnostik oder technische Überprüfung.
- Virtual-Reality-Headsets für Computerspiele, 360-Grad-Videos oder als digitale Werkzeuge (siehe auch Augmented Reality) in der Industrie, Wissenschaft und Kunst.
- Maschinelles Sehen (Englisch: Machine Vision) wie beispielsweise zur Oberflächeninspektion, Qualitätsprüfung, Lageerkennung oder Objekterkennung.[6]
- Geräte zur berührungslosen digitalen Datenerfassung wie beispielsweise Dokumentenscanner, Durchlichtscanner, Filmabtaster oder Laserscanner.
- Optische Speichergeräte, wie CD-, DVD- oder Bluray-Laufwerke.[7]
- Digitalkameras wie beispielsweise bei digitalen Kamerasystemen,[7]
- 3D-Drucker mit optischen Komponenten wie Lasern oder Leuchtdioden zur Schichtlaminierung, zum selektiven Lasersintern, zum selektiven Laserschmelzen oder zum Laserauftragschweißen.[7]
- Rotationslaser zur Höhenbestimmung.
- Digitale Nivelliere zur Messung von Höhenunterschieden oder zur Herstellung von Höhenhorizonten.

Beispiele für optomechatronische Systeme
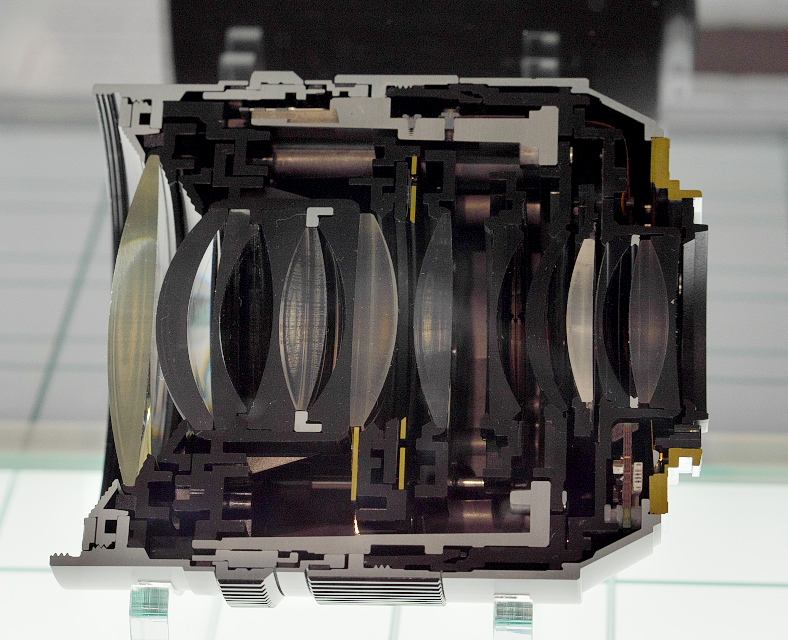
Schnitt mit Innenansicht des elektronisch gesteuerten Objektivs Leica Nocticron mit Blendensteuerung, Autofokus und Bildstabilisierung.
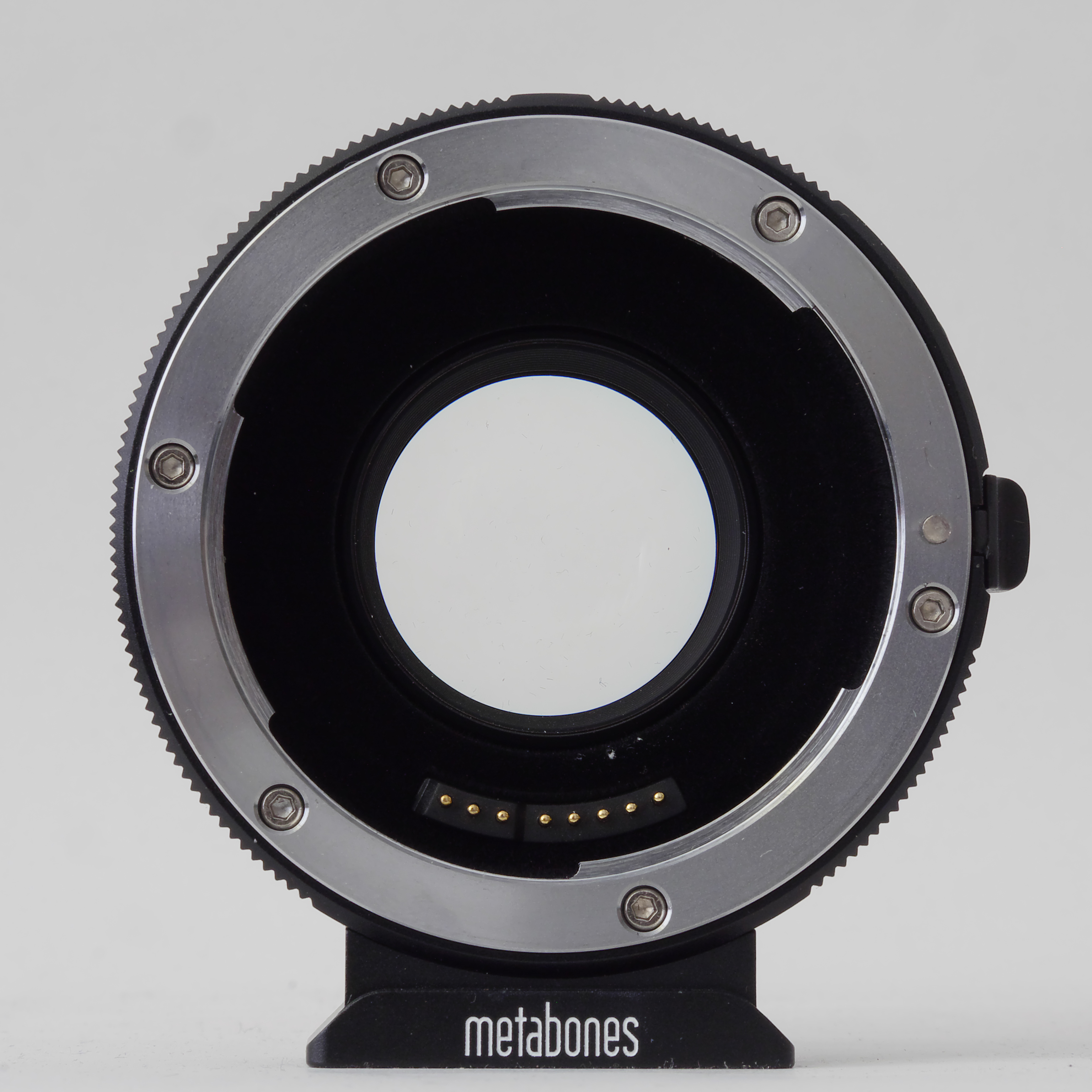
Aktiver Telekompressor mit elektronischer Datenübertragung zwischen Objektiv und Kameragehäuse.
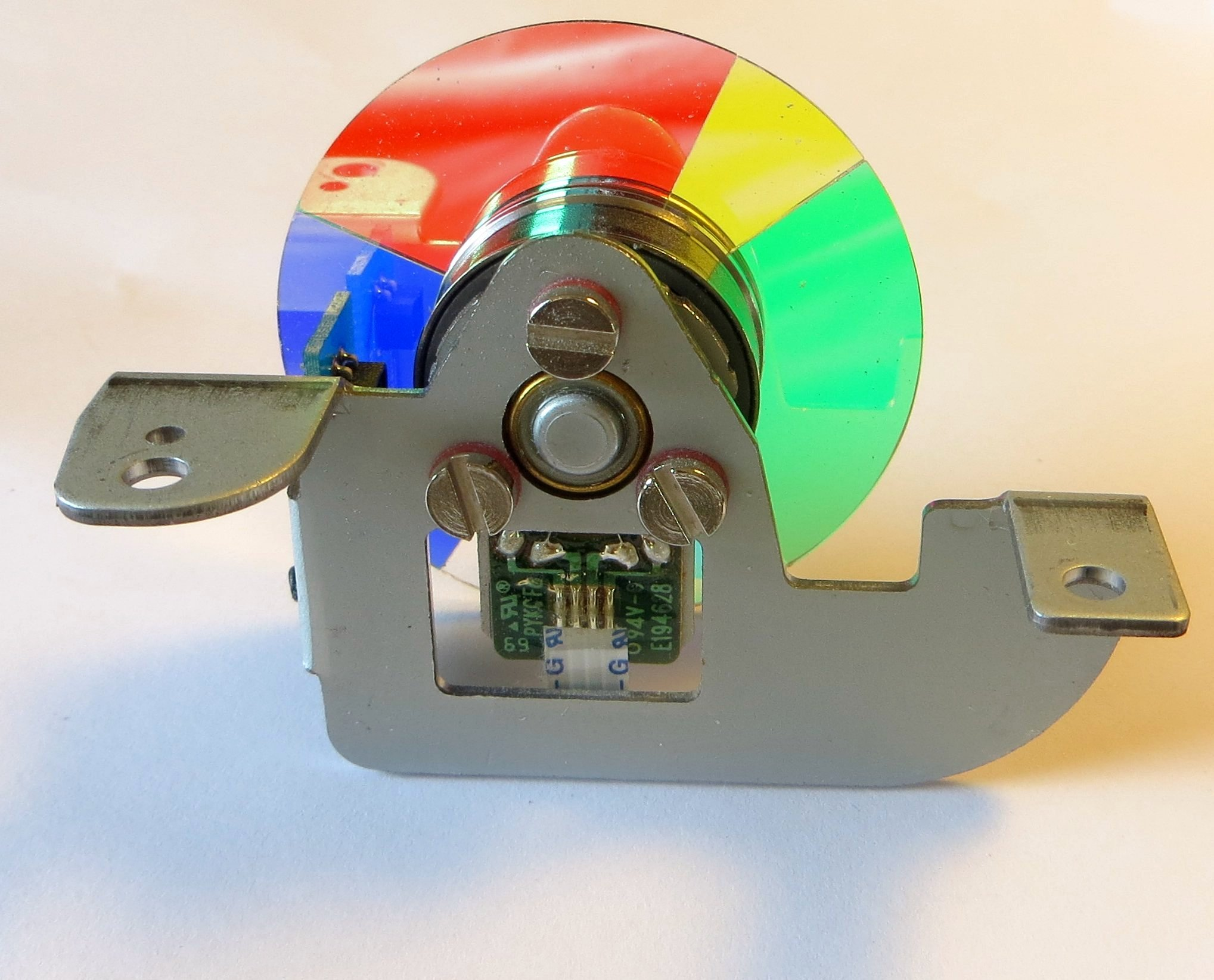
Motorgetriebenes Farbrad aus einem DLP-Projektor mit sechs Farbsegmenten.
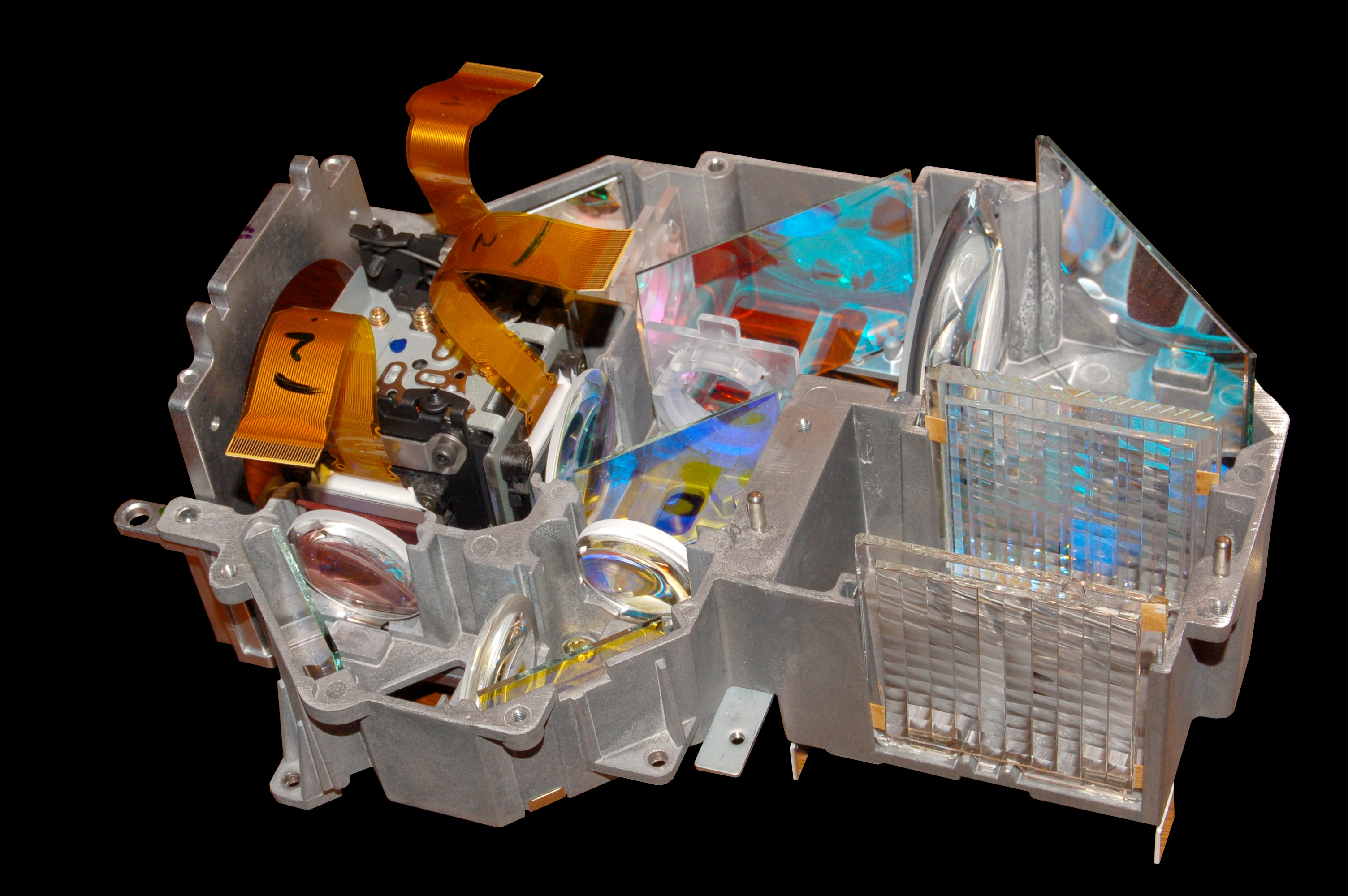
Ansicht der optischen Baugruppe eines Videoprojektors. In der Mitte befinden sich drei dichroitische Spiegel, die aus dem Licht einer weißen Hochdruckbogenlampe unten rechts (nicht dargestellt), das auf der rechten Seite über Wärmefilter, einen Umlenkspiegel und eine Kondensorlinse weitergeleitet wird, drei farbige Lichtstrahlen erzeugen. Auf der linken Seite befinden sich drei LCD-Panels, deren Pixel als Lichtmodulatoren fungieren. Ein dichroitisches Prisma dazwischen kombiniert die drei modulierten Lichtstrahlen zu einem farbigen Bild, das nach links durch ein Objektiv (nicht dargestellt) auf eine Bildwand projiziert werden kann.
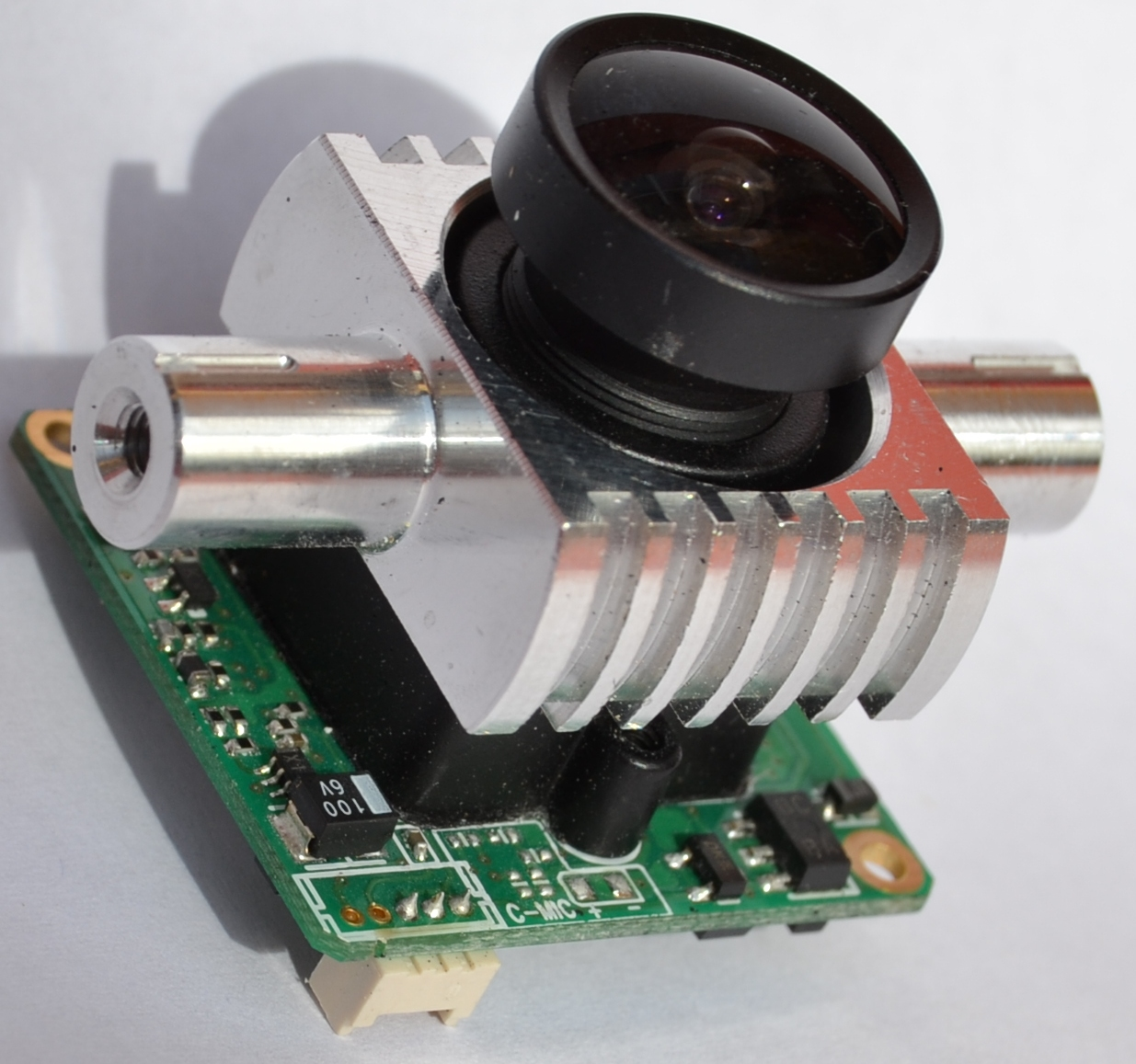
Optischer Sensor für die Muster- und Formerkennung.
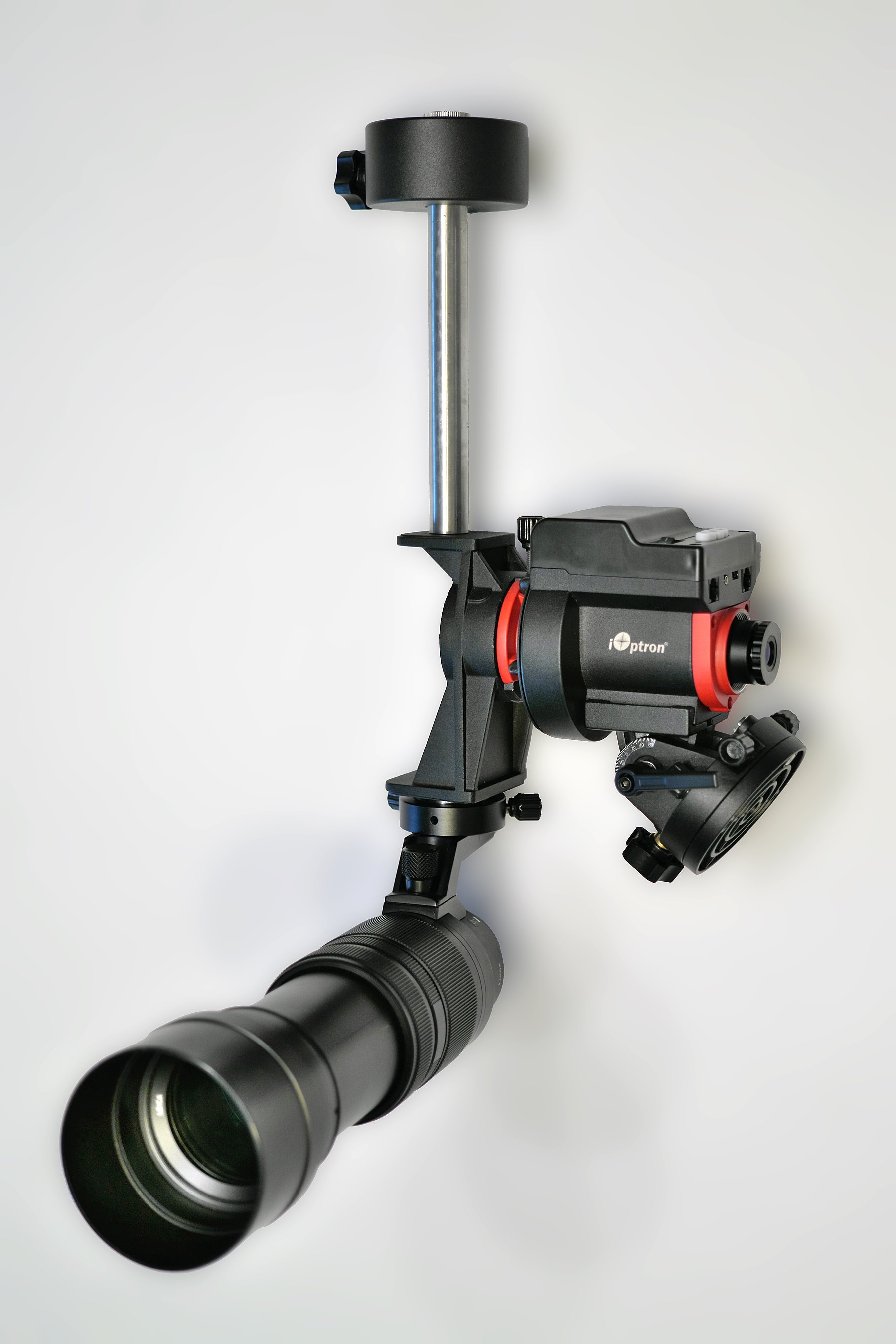
Deutsche Montierung für die astrofotografische Langzeitbelichtung mit optischem Polsucher (rechts in der Mitte), Teleobjektiv (unten) und Gegengewicht (oben). Die justierbare Basis unter dem Okular des Polsuchers mit Dosenlibelle dient zur Befestigung und Ausrichtung auf einem Stativ. Das elektronisch gesteuerte Gerät ist akkubetrieben und dreht die Polachse des äquatorialen Koordinatensystems auf der optischen Achse des Polsuchers über ein Getriebe mit einem Elektromotor synchron zum beobachteten astronomischen Objekt.
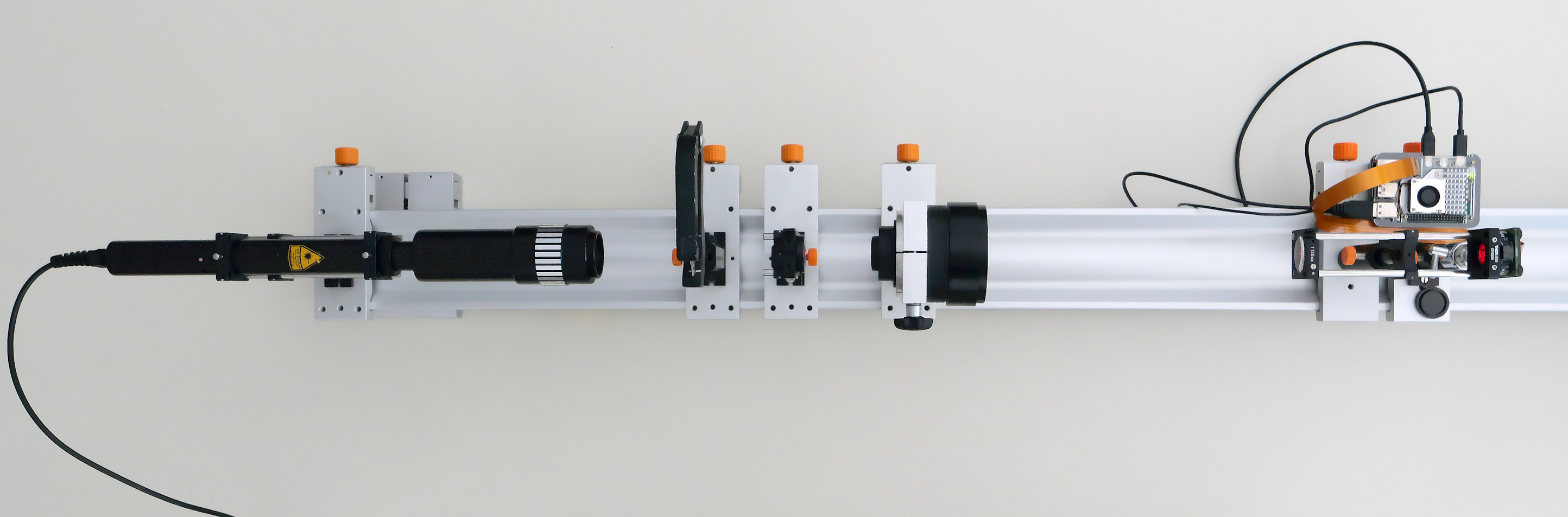
Optische Bank mit sechs Reitern und verschiedenen optomechatronischen Komponenten, wie Helium-Neon-Laser, Aufweitungsoptik, Linsen, Blende, Kollimatorobjektiv, Mikrolinsen-Array, Bildsensor und Mikrocomputer.